# 切拉登卡河
49°34′7.3″N 18°21′52.2″E / 49.568694°N 18.364500°E

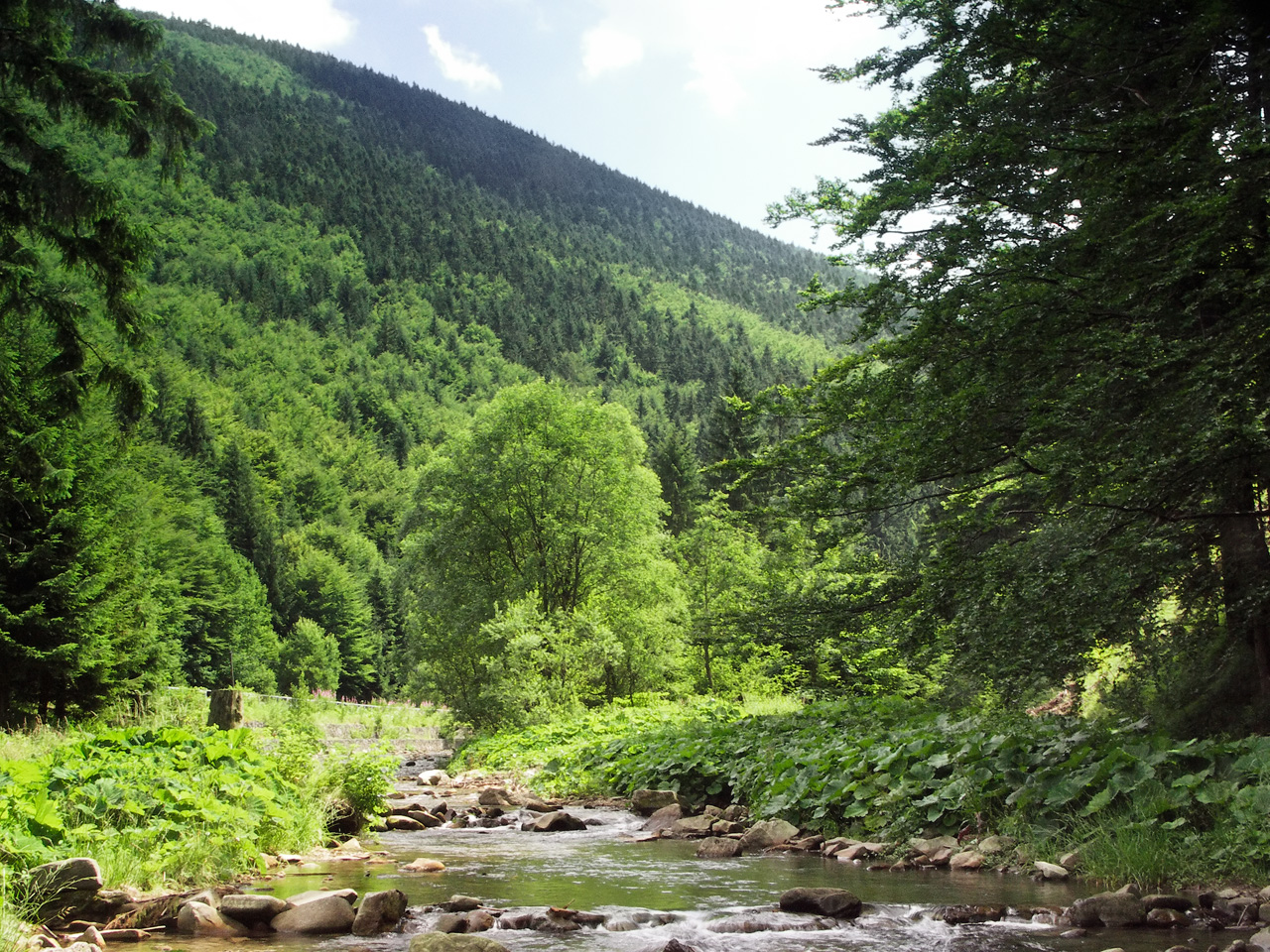

切拉登卡河是捷克的河流，位於該國東部摩拉維亞-西里西亞州，屬於奧斯特拉維采河的支流，河道全長17公里，流域面積43平方公里，河口處在奧斯特拉維采河畔弗里德蘭特。